# Německo na Letních olympijských hrách 2016
Německo na Letních olympijských hrách v roce 2016

## Medailisté
| Medaile | Jméno | Sport                | Soutěž                                                      |
| ------- | --- | -------------------- | ----------------------------------------------------------- |
| Zlato   | Michael Jung | Jezdectví            | Jezdecká všestrannost                                       |
| Zlato   | Philipp Wende Lauritz Schoof Karl Schulz Hans Gruhne | Veslování            | Muži párová čtyřka                                          |
| Zlato   | Annekatrin Thieleová Carina Bärová Julia Lierová Lisa Schmidlaová | Veslování            | Ženy párová čtyřka                                          |
| Zlato   | Barbara Englederová | Sportovní střelba    | Ženy 50 metrů libovolná malorážka 3×20 ran – polohový závod |
| Zlato   | Henri Junghänel | Sportovní střelba    | Muži 50 metrů libovolná malorážka 60 ran vleže              |
| Zlato   | Kristina Bröring-Sprehe Sönke Rothenberger Dorothee Schneider Isabell Werth | Jezdectví            | Družstvo drezura                                            |
| Zlato   | Christoph Harting | Atletika             | Muži hod diskem                                             |
| Zlato   | Christian Reitz | Sportovní střelba    | Muži 25 metrů rychlopalná pistole                           |
| Zlato   | Sebastian Brendel | Kanoistika           | Muži C-1 1000 m                                             |
| Zlato   | Fabian Hambüchen | Sportovní gymnastika | Muži hrazda                                                 |
| Zlato   | Kristina Vogelová | Cyklistika           | Ženy sprint                                                 |
| Zlato   | Laura Ludwigová Kira Walkenhorstová | Plážový volejbal     | Ženy                                                        |
| Zlato   | Max Rendschmidt Marcus Gross | Kanoistika           | Muži K-2 1000 m                                             |
| Zlato   | Almuth Schultová Josephine Henningová Saskia Bartusiaková Leonie Maierová Annike Krahnová Simone Laudehrová Melanie Behringerová Lena Goeßlingová Alexandra Poppová Dzsenifer Marozsánová Anja Mittagová Tabea Kemmeová Sara Däbritzová Babett Peterová Mandy Islackerová Melanie Leupolzová Isabel Kerschowskiová Laura Benkarthová Svenja Huthová | Fotbal               | Družstvo žen                                                |
| Zlato   | Sebastian Brendel Jan Vandrey | Kanoistika           | Muži C-2 1000 metrů                                         |
| Zlato   | Max Rendschmidt Tom Liebscher Max Hoff Marcus Gross | Kanoistika           | Muži K-4 1000 metrů                                         |
| Zlato   | Thomas Röhler | Atletika             | Muži hod oštěpem                                            |
| Stříbro | Sandra Auffarth Michael Jung Ingrid Klimke Julia Krajewski | Jezdectví            | Družstvo jezdecká všestrannost                              |
| Stříbro | Monika Karschová | Sportovní střelba    | Ženy 25 metrů sportovní pistole                             |
| Stříbro | Lisa Unruhová | Lukostřelba          | Ženy jednotlivkyně                                          |
| Stříbro | Felix Drahotta Malte Jakschik Eric Johannesen Andreas Kuffner Maximilian Munski Hannes Ocik Maximilian Reinelt Richard Schmidt Martin Sauer (cox) | Veslování            | Muži osma                                                   |
| Stříbro | Angelique Kerberová | Tenis                | Ženy dvouhra                                                |
| Stříbro | Isabell Werthová | Jezdectví            | Drezura jednotlivci                                         |
| Stříbro | Franziska Weberová Tina Dietzeová | Kanoistika           | Ženy K-2 500 metrů                                          |
| Stříbro | Han Ying Petrissa Solja Shan Xiaona | Stolní tenis         | Družstvo žen                                                |
| Stříbro | Sabrina Heringová Franziska Weberová Steffi Kriegersteinová Tina Dietzeová | Kanoistika           | Ženy K-4 500 metrů                                          |
| Stříbro | Timo Horn Jeremy Toljan Lukas Klostermann Matthias Ginter Niklas Süle Sven Bender Max Meyer Lars Bender Davie Selke Leon Goretzka Julian Brandt Jannik Huth Philipp Max Robert Bauer Max Christiansen Grischa Prömel Serge Gnabry Nils Petersen | Fotbal               | Družstvo mužů                                               |
| Bronz   | Laura Vargasová Kochová | Judo                 | Ženy 70 kg                                                  |
| Bronz   | Kristina Vogelová Miriam Welteová | Cyklistika           | Ženy sprint družstvo                                        |
| Bronz   | Daniel Jasinski | Atletika             | Muži disk                                                   |
| Bronz   | Sophie Schederová | Sportovní gymnastika | Ženy bradla                                                 |
| Bronz   | Kristina Bröring-Sprehe | Jezdectví            | Drezura jednotlivci                                         |
| Bronz   | Denis Kudla | Zápas                | Muži řecko-římský 85 kg                                     |
| Bronz   | Patrick Hausding | Skoky do vody        | Muži prkno 3 m                                              |
| Bronz   | Christian Ahlmann Meredith Michaelsová-Beerbaumová Daniel Deusser Ludger Beerbaum | Jezdectví            | Družstvo parkurové skákání                                  |
| Bronz   | Dimitrij Ovtcharov Timo Boll Bastian Steger | Stolní tenis         | Družstvo mužů                                               |
| Bronz   | Linus Butt Moritz Fürste Florian Fuchs Mats Grambusch Tom Grambusch Martin Häner Tobias Hauke Timm Herzbruch Nicolas Jacobi Mathias Müller Timur Oruz Christopher Rühr Moritz Trompertz Niklas Wellen Christopher Wesley Martin Zwicker | Pozemní hokej        | Družstvo mužů                                               |
| Bronz   | Erik Heil Thomas Plößel | Jachting             | 49er                                                        |
| Bronz   | Lisa Hahnová Franzisca Haukeová Hannah Krügerová Nike Lorenzová Marie Mäversová Julia Müllerová Janne Müller-Wielandová Pia-Sophie Oldhaferová Selin Oruzová Katharina Otteová Cécile Pieperová Kristina Reynoldsová Anne Schröderová Lisa Schützeová Annika Sprinková Charlotte Stapenhorstová Jana Teschkeová                                     | Pozemní hokej        | Družstvo žen                                                |
| Bronz   | Artem Harutyunyan | Box                  | Muži velterová váha (– 64 kg)                               |
| Bronz   | Ronald Rauhe | Kanoistika           | Muži K-1 200 m                                              |
| Bronz   | Christian Dissinger Paul Drux Uwe Gensheimer Patrick Groetzki Kai Häfner Silvio Heinevetter Julius Kühn Finn Lemke Hendrik Pekeler Tobias Reichmann Martin Strobel Steffen Weinhold Fabian Wiede Patrick Wiencek Andreas Wolff | Házená               | Turnaj mužů                                                 |